# محوطه دهانه فره
محوطه دهانه فره مربوط به عصر آهن است و در شهرستان بجنورد، بخش گرمخان، دهستان گرمخان، روستای قاضی واقع شده و این اثر در تاریخ ۲۶ اسفند ۱۳۸۷ با شمارهٔ ثبت ۲۶۱۹۱ به‌عنوان یکی از آثار ملی ایران به ثبت رسیده است.